# Hanover Gallery
Die Hanover Gallery war eine Kunstgalerie in London. Sie wurde im Juni 1947 von der deutschen Kunstexpertin Erica Brausen in der St. George’s Street 32a gegründet und am 1. April 1973 geschlossen. Ihren Namen hat sie vom nur wenige Meter entfernten Hanover Square. Die Galerie zählte zu den weltweit wichtigsten für die moderne Kunst ihrer Zeit.

## Bedeutung
Erica Brausen stammte aus Düsseldorf und arbeitete nach ihrer Ankunft in London unmittelbar nach dem Zweiten Weltkrieg zunächst in der Redfern Gallery im Westend der Stadt. Ab 1947 führte sie zusammen mit ihrer späteren Geliebten Toto Koopman die Galerie mit einem außergewöhnlichen Gefühl für den Zeitgeist. Die erste große Ausstellung zeigte 1949 Werke des damals weitgehend unbekannten englischen Malers Francis Bacon und war auch dessen erste Einzelausstellung. Bacon blieb der Galerie bis 1958 treu. 1956 stieß der französische Historiker Jean-Yves Mock zu Brausen und gestaltete die Geschicke der Galerie 17 Jahre lang mit.
Zu den anderen Künstlern, die dort (manche zuerst) ausstellten, gehörten Alberto Giacometti, Henri Matisse, Joan Miró, Henry Moore, Lucian Freud, Man Ray, William Turnbull, César Baldaccini und William Scott.
Erica Brausen löste die Galerie 1973 auf, als sie nach Zürich zog.